# 蒙德尔芬
蒙德尔芬是奥地利上奥地利州因河畔布劳瑙县的一个市镇。总面积31平方公里，总人口2682人，人口密度86.5人/平方公里（2005年）。